# Radio Sweden
Radio Sweden (Sveriges Radio International en Suède) est la station de radiodiffusion internationale de la Suède.

## Langues
Elle diffuse en 15 langues : albanais, allemand, anglais, araméen, arabe, biélorusse, finnois, kurde, persan, roumain, russe, same, serbo-croate, somali et suédois.

## Diffusion
La station est diffusée en FM à Stockholm sur 89.6 et certains programmes sont retransmis sur la station P2 dans le reste du pays.
À l'étranger, elle émet en ondes courtes et en ondes moyennes, ainsi que par satellite et sur Internet.